# Darby Transportation Center
Darby Transportation Center  es una estación en la Ruta 11 y la Ruta 13 de la línea verde del Metro de Filadelfia. La estación se encuentra localizada en Main Street, y Calles Novena y Décima en Darby, Pensilvania. La Autoridad de Transporte del Sureste de Pensilvania (por sus siglas en inglés SEPTA) es la encargada por el mantenimiento y administración de la estación.

## Descripción y servicios
La estación Darby Transportation Center cuenta con dos plataformas laterales y dos vías.

## Conexiones
La estación es abastecida por las siguientes conexiones: 
- Rutas de autobuses SEPTA: 113, 114 y 115